# Joseph Kling
 (août 2024).
Si vous disposez d'ouvrages ou d'articles de référence ou si vous connaissez des sites web de qualité traitant du thème abordé ici, merci de compléter l'article en donnant les références utiles à sa vérifiabilité et en les liant à la section « Notes et références ».
Pour les articles homonymes, voir Kling.
Joseph Auguste Kling est un homme politique français né le 22 novembre 1800 à Strasbourg (Bas-Rhin) et mort le 8 septembre 1855 à Sélestat (Bas-Rhin). 

## Biographie
Il est le fils de Aloyse, "payeur de la guerre",  et de Thérèse Maimbourg, et a deux frères : Simon Eugène, notaire à Sélestat, et Louis, receveur municipal des contributions indirectes à Sélestat.
Avocat à Sélestat, il est juge à Saverne en 1840 puis à Sélestat en 1842. Il devient député du Bas-Rhin de 1848 à 1849, siégeant avec les partisans du général Cavaignac.
À sa mort, il siège comme président du tribunal civil de Belfort. 

## Sources
- « Joseph Kling », dans Adolphe Robert et Gaston Cougny, Dictionnaire des parlementaires français, Edgar Bourloton, 1889-1891 [détail de l’édition]